# Camerun del Sud

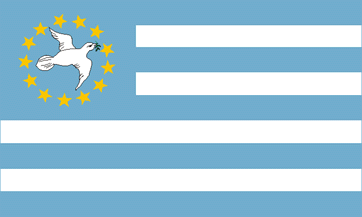
Bandera de la República Federal del Camerun del Sud

Camerun del Sud fou un districte i un mandat britànic, i en l'actualitat és una part del Camerun que reclama la independència.

## La colonització europea
al segle xix Alemanya va colonitzar la regió de Camerun, un territori que comprenia una extensió major que l'actual Camerun, i que abraçava zones del Txad, la República Centreafricana, Nigèria i Congo-Brazzaville. Després d'algunes reorganitzacions de fronteres la colònia alemanya de Camerun fou ocupada el 1915 per tropes britàniques i franceses.

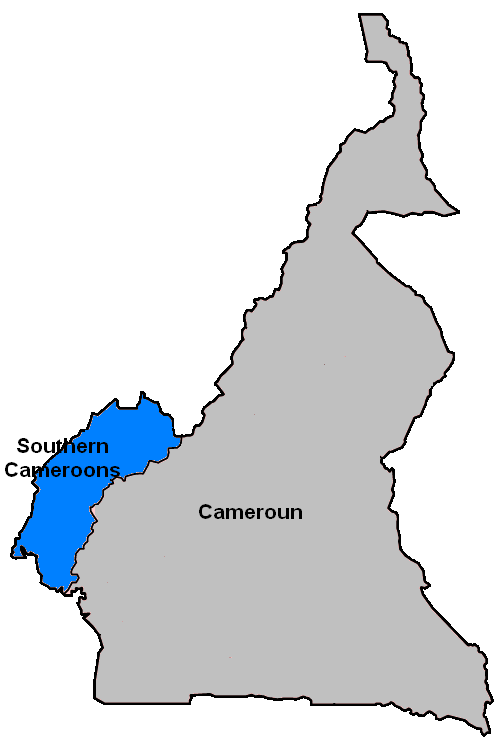
Localització del Camerun del Sud dins el Camerun

El 1919 la Societat de Nacions concedí a aquests estats europeus el mandat sobre les seves respectives zones d'ocupació. Així van sorgir els territoris sota mandat del Camerun Francès (Oriental) i Camerun Britànic (Occidental). El Camerun britànic aviat va quedar administrativament dividit en Camerun Britànic del Nord i Camerun Britànic del Sud.
Després de la segona guerra mundial la Societat de Nacions va donar pas a l'ONU, i el Camerun britànic (Nord i Sud) fou administrat com a mandat de la nova organització internacional. El mandat fou aprovat el 6 de desembre de 1946. La part Nord va passar a dependre del governador de Nigèria del Nord, i la part Sud del governador de Nigèria Oriental. A la pràctica ambdós mandats van funcionar com a colònies i es va desenvolupar un sentiment anticolonial més dirigit contra Nigèria que contra els britànics.
El Camerun Britànic del Sud va obtenir una nova constitució el juliol de 1951 com a resultat de la Conferència d'Ibadan de 1950. En virtut de la nova constitució es van celebrar eleccions, i els elegits van formar part de les assemblees de Nigèria Oriental (a Enugu) i de l'assemblea federal nigeriana (a Lagos). Però els electes, disconformes amb l'hegemonia nigeriana, van abandonar l'assemblea de Nigèria Oriental el 1954.
Després d'una conferència constitucional celebrada a Londres el 1954, Gran Bretanya acordà la separació del Camerun Britànic del Sud de la regió oriental de Nigèria, que quedà convertit en una regió amb govern autònom dins de la federació de Nigèria. Es va establir seguidament un parlament regional del Camerun Britànic del Sud amb 13 membres electes i el Doctor Endeley (líder del Kamerun National Congress) fou designat ministre principal. John Ngu Foncha, líder del Kamerun National Democratic Party (KNDP), fou el primer líder de l'oposició. El número d'electes va passar 13 a 26 el 1957 i es va formar l'Assemblea de Caps, consistent en 20 caps tradicionals seleccionats (no electes). Les eleccions de 1959 donaren la victòria al KNDP i John Ngu Foncha va passar a ocupar el càrrec de ministre principal. Foncha i Endeley es van dirigir el setembre de 1959 a l'ONU (Comitè de Mandats) sol·licitant un plebiscit abans de 1962.

## República de Camerun
El 1961 el cap tradicional Nyenti de Batchuo Ntai (districte de Mamfe) va demanar la independència pel Camerun Britànic. L'11 i el 12 de febrer de 1961 es van fer dos plebiscits separats al Camerun del Sud (Southern Cameroons) i al Camerun del Nord (Nothern Cameroons). La població de Nothern Cameroons es va pronunciar per la seva unió a Nigèria, i el Southern Cameroons per la independència en unió de la República de Camerun (ex francès). L'ONU acceptà els resultats el 21 d'abril del 1961.
Per a la unificació de Southern Cameroons i la República del Camerun es va celebrar una conferència constitucional a Fomban el juliol de 1961. La Constitució federal mai no fou aprovada pel Parlament de Southern Cameroons i els cercles oposats a la constitució la van considerar massa favorable a la part francòfona.

## Les reivindicacions independentistes
L'1 d'octubre del 1961 el Camerun del Sud accedí a la independència i el mateix dia es va unir a la República del Camerun formant la República Federal de Camerun, amb dos estats constituents: Camerun Oriental (ex francès) i Camerun Occidental (ex britànic).
El 1966 el partit majoritari al Camerun Oriental imposà el règim de partit únic al país i així els partits del Camerun Occidental foren dissolts. El primer ministre del Camerun Occidental, Augustine Ngom Jua, fou destituït pel President federal Ahmadou Ahidjo el mateix 1966. Tropes orientals es van establir a la part occidental.
El 1970 el vicepresident Dr. J.N. Foncha, fou igualment destituït per Ahidjo. El 1972 va tenir lloc a la part occidental i oriental un referèndum per a l'abolició dels dos estats i la creació de la República Unida del Camerun. Com que els resultats foren considerats globalment, la república unida es va instaurar amb el vot majoritari dels orientals. El 6 de febrer de 1972 es va establir formalment la República Unida de Camerun declarant abolits els acords federals i els estats del Camerun Occidental i Oriental. Els parlaments dels dos estats i la càmera federal mai no van arribar a votar la nova constitució tot i que era prescrit pels articles 18 i 47 de la Constitució federal.
El 1982 Ahidjo va deixar el poder i va col·locar al front del país el seu lloctinent Paul Biya. El 1984 Biya va canviar per decret el nom del país que tornà a anomenar-se República del Camerun, que era el nom que havia tingut la part francesa entre la seva independència el 1960 i la seva unió al Camerun Britànic del Sud el 1961. Els anglòfons van qualificar aquest fet com una secessió de la part oriental del Camerun unit i, per tant, com a successors de la República Unida del Camerun podien considerar-se independents.
A partir del 1980 van sorgir al país diversos moviments d'alliberament: Cameroons Anglophone Movement (CAM), després rebatejat Southern Cameroons Restoration Movement (SCARM); Ambazonia Republic; Free West Cameroons Movement, etc. En els anys noranta va sorgir el Social Democratic Front (SDF) de Ni John Fru Ndi. Altres propostes polítiques nasqueren als anys noranta.
Els francòfons al·legaven que en cas de secessió del Camerun Occidental els beti del Sud del Camerun també se separarien creant la República Fang. Les eleccions presidencials de novembre de 1992 van enfrontar el francòfon Biya i l'anglòfon John Fru Ndi. Aquest darrer va al·legar haver guanyat clarament les eleccions però la Cort suprema atorgà la victòria a Biya. L'agitació a la regió de Ndi va obligar a declarar l'estat d'emergència i el candidat derrotat fou posat temporalment sota arrest.
El 1993 el Cameroons Anglophone Movement (CAM) dirigit per l'ambaixador Martin E. Epie inicià un moviment envers la unitat per l'autodeterminació, que portà a la primera All Anglophone Conference (AACI) a la Mount Mary Maternity Hall el 2 i 3 d'abril del 1993, i de la que sorgí un Comitè Permanent. La segona conferència va tenir lloc el maig de 1994 i es va decidir que el comitè, amb el nom de Southern Cameroons National Council (SCNC), es transformaria en la Southern Cameroons Constituent Assembly, amb plens poders. La Conferència fou rebatejada com The Southern Cameroons People's Conference. Es va adoptar el lema: "La força de l'argument i no l'argument de la força". El 1995 es va enviar una delegació a les Nacions Unides i al seu retorn es va hissar la bandera de l'ONU al pont Mungo, simbolitzant que Southern Cameroons tornava a ser un mandat de les Nacions Unides.
El 1998 la República del Camerun es dotà d'una nova constitució basada en la constitució francesa anterior a 1958. S'inicià llavors una campanya per una votació sobre el futur de Southern Cameroons, en la qual el 75% de la població va poder participar. D'entre els participants, el 85% es va declarar favorable a la independència. El 30 de desembre de 1999 Frederick Alobwede Ebong, president de l'alt comandament del SCNC, en nom d'Esoka Ndoki Mukete, president nacional del SCNC que es trobava absent, va proclamar el restabliment de la sobirania i la independència de Southern Cameroons (Federal Republic of the Southern Cameroons); les lleis i taxes establertes per la República del Camerun eren declarades invalidades; es va intimar a les forces armades orientals a deposar les armes i es va cridar a tots els camerunesos occidentals de l'exèrcit, la policia, etc. per defensar el país, i per posar-se a les ordres del general Anagho i els comandants Kumfa i Titang a Buea. L'intent fou immediatament avortat per l'exèrcit oriental, i Ebong fou empresonat.

### 1 d'octubre de 2017
L'1 d'octubre del 2017, el Camerun visqué una altra jornada històrica: l'anomenada República d'Ambazònia, la part anglòfona del país, es va proclamar independent. Sisiku Julius Ayuk Tabe -condemnat ara a cadena perpètua-, va declarar la independència de la República d'Ambazònia, amb un govern interí que exigia recuperar les fronteres del territori que les Nacions Unides reconeixien als camerunesos del sud des del 1922 fins al 1961, sota domini britànic. Culminava així un any de protestes al carrer contra les imposicions centralistes del govern francòfon de Paul Biya –al poder des de 1982–, la marginalització i la progressiva francesització d'aquestes províncies. Milers de persones van sortir al carrer per celebrar la independència, però l'Estat va reaccionar violentament i la policia va reprimir les manifestacions. Des de llavors, la repressió de Yaoundé es va intensificar, i sorgiren guerrilles independentistes armades a qui s'acusà també d'atrocitats.
Segons Eugene Ufoka, representant d'Ambazònia a la Unió Europea i a l'ONU, en l'arrel del conflicte sempre hi ha hagut la qüestió del petroli, que al Camerun del Sud, com al delta del Níger, és abundant i de qualitat: «No estem lluitant contra el govern de Biya, estem lluitant contra França, que pressiona perquè la comunitat internacional no s'impliqui». Amb milers de persones desaparegudes, entre 2000 i 5000 morts per operacions de contrainsurgència i més de mig milió de persones desplaçades –segons les Nacions Unides i Human Rights Watch–, Eugene Ufoka adverteix que el Camerun del Sud podria convertir-se aviat en una nova Ruanda.

## Bandera

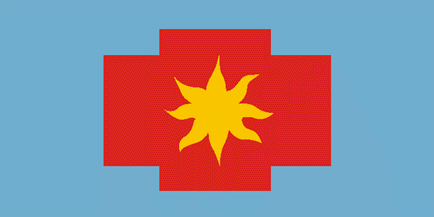
Bandera de la República d'Ambazònia

La bandera escollida (dissenyada pels SCNC) fou de color blau clar per ser el color de l'ONU, amb quatre barres blanques i al cantó un colom de la pau envoltat per tretze estrelles, amb una proporció de 3:5
La bandera de l'anomenada República d'Ambazònia és també de color blau clar (com el de la de l'ONU) i té al centre una gran creu roja de braços curts, dins la qual hi ha un sol radiant groc de 8 raigs. El lema de la república és "Veritat, Servei i Dedicació". La proporció és 1:2.